# Atractantha falcata
Atractantha falcata är en gräsart som beskrevs av Mcclure. Atractantha falcata ingår i släktet Atractantha och familjen gräs. Inga underarter finns listade i Catalogue of Life.

## Bildgalleri

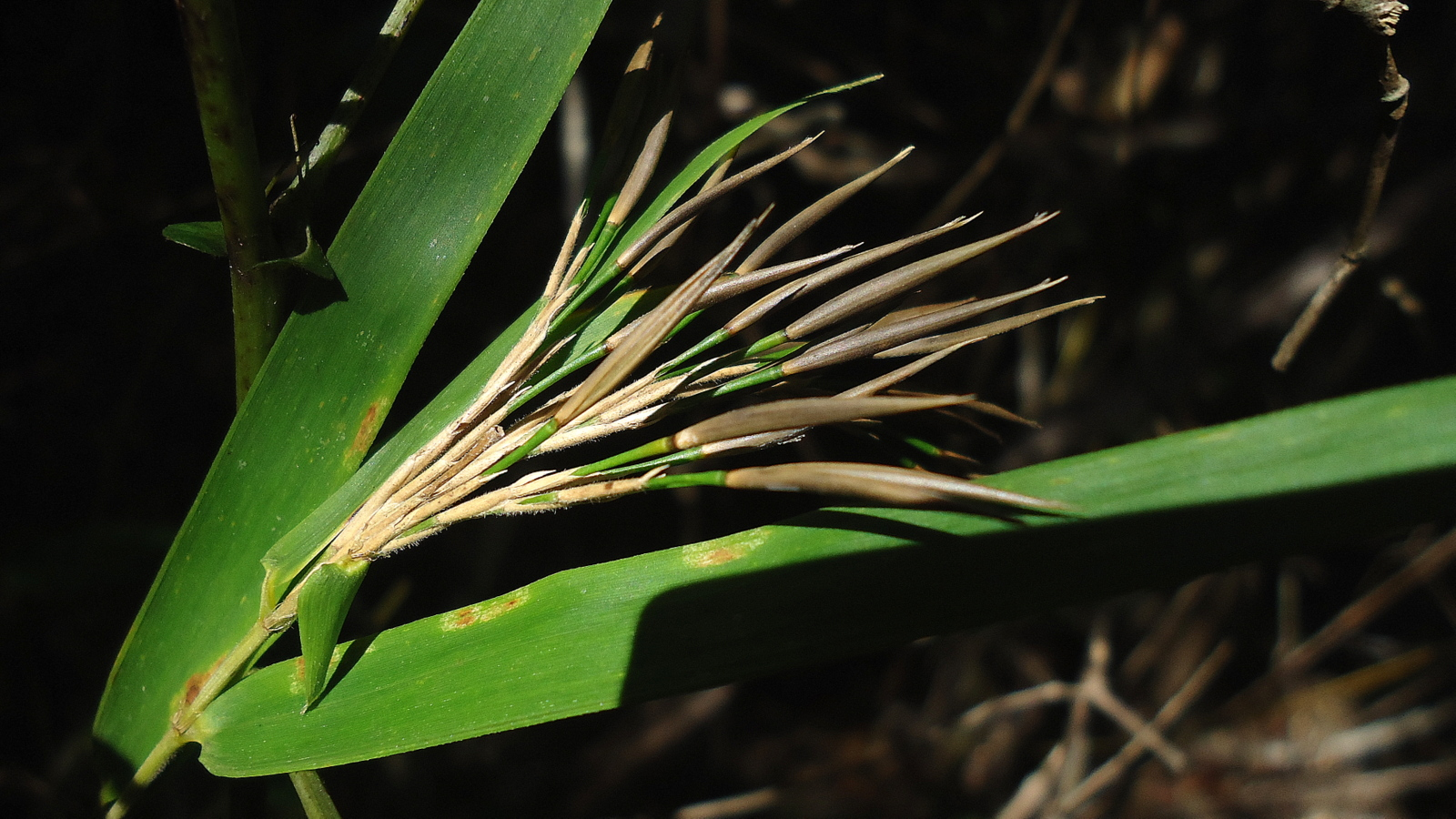
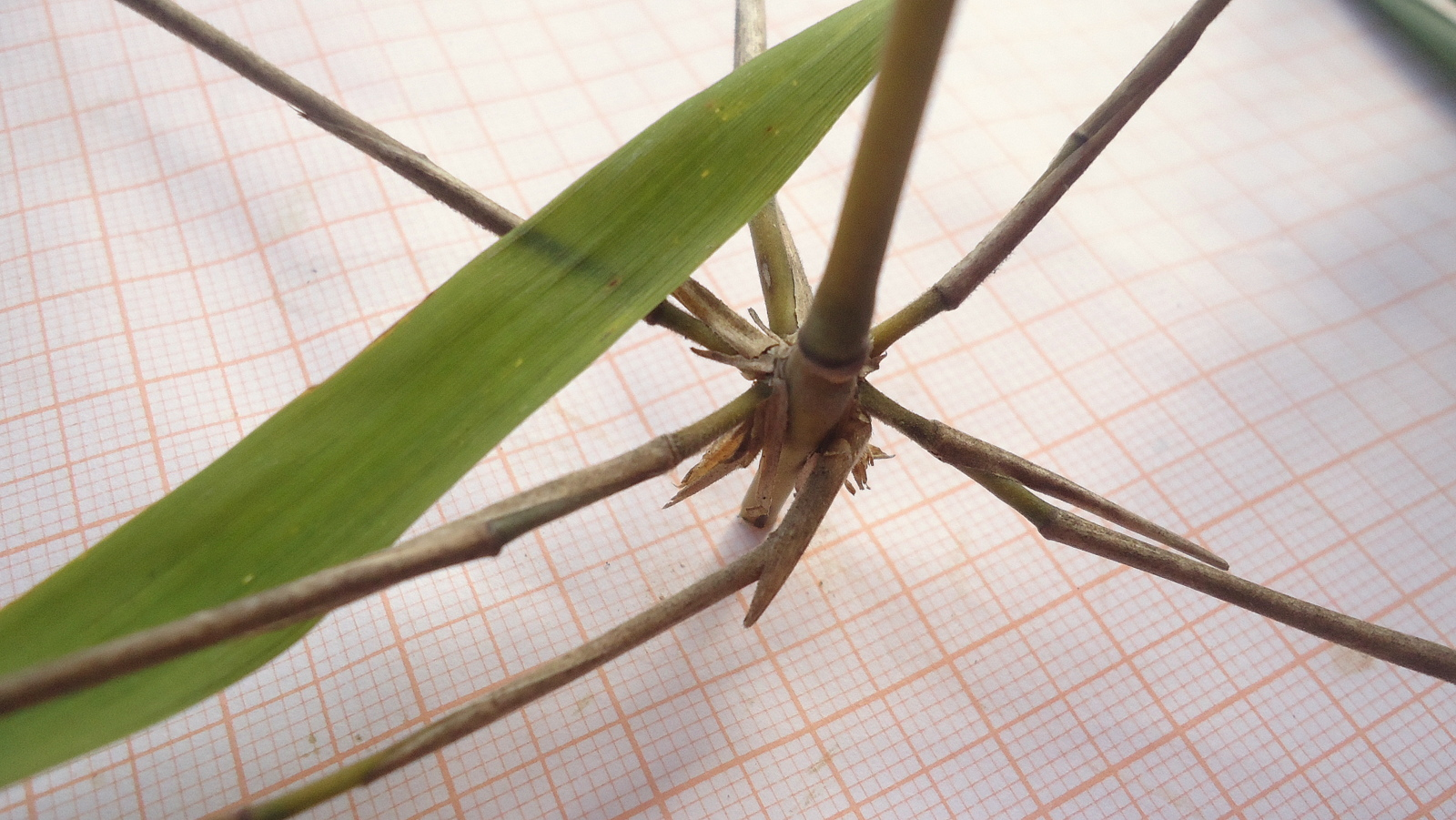
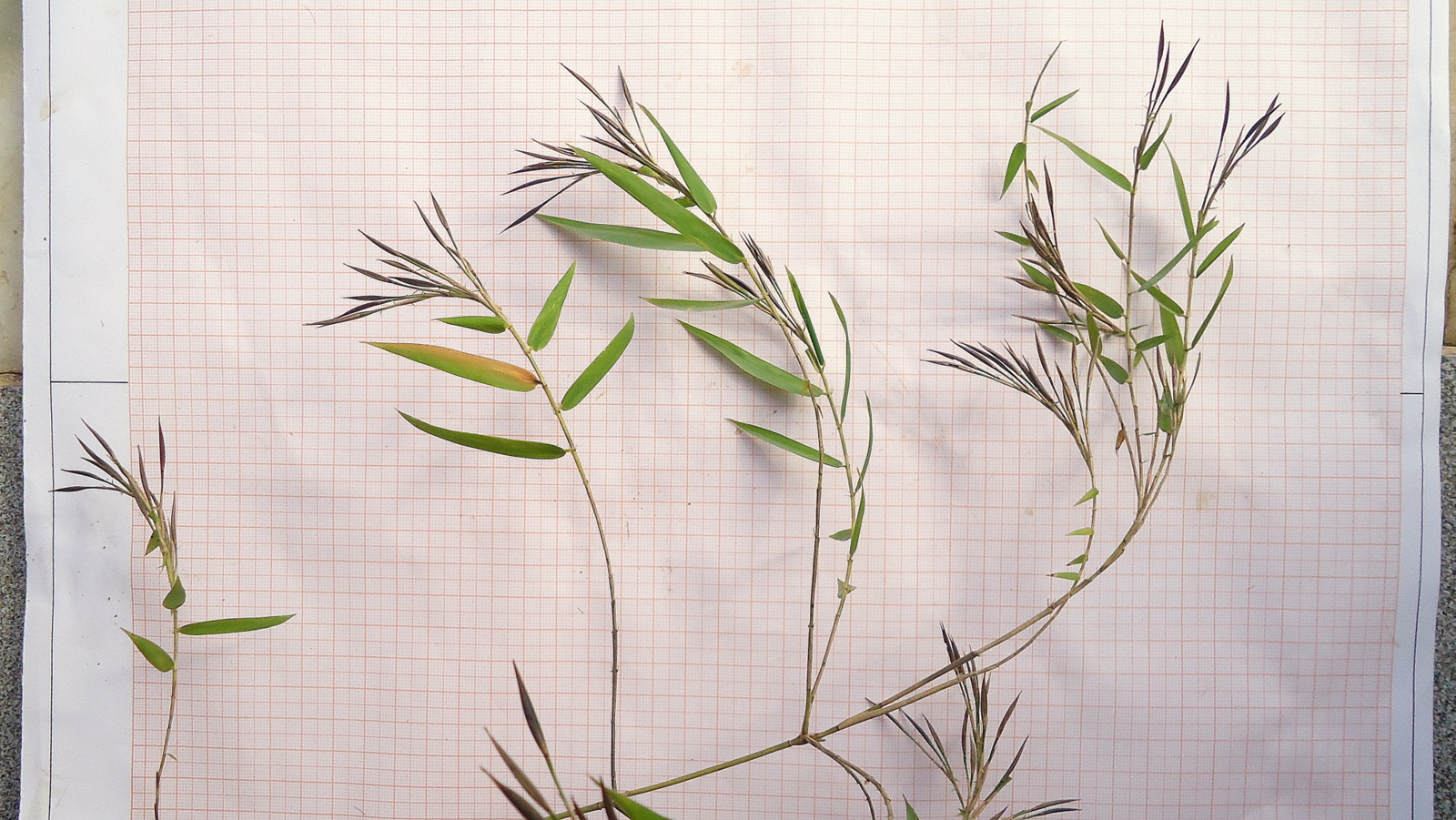
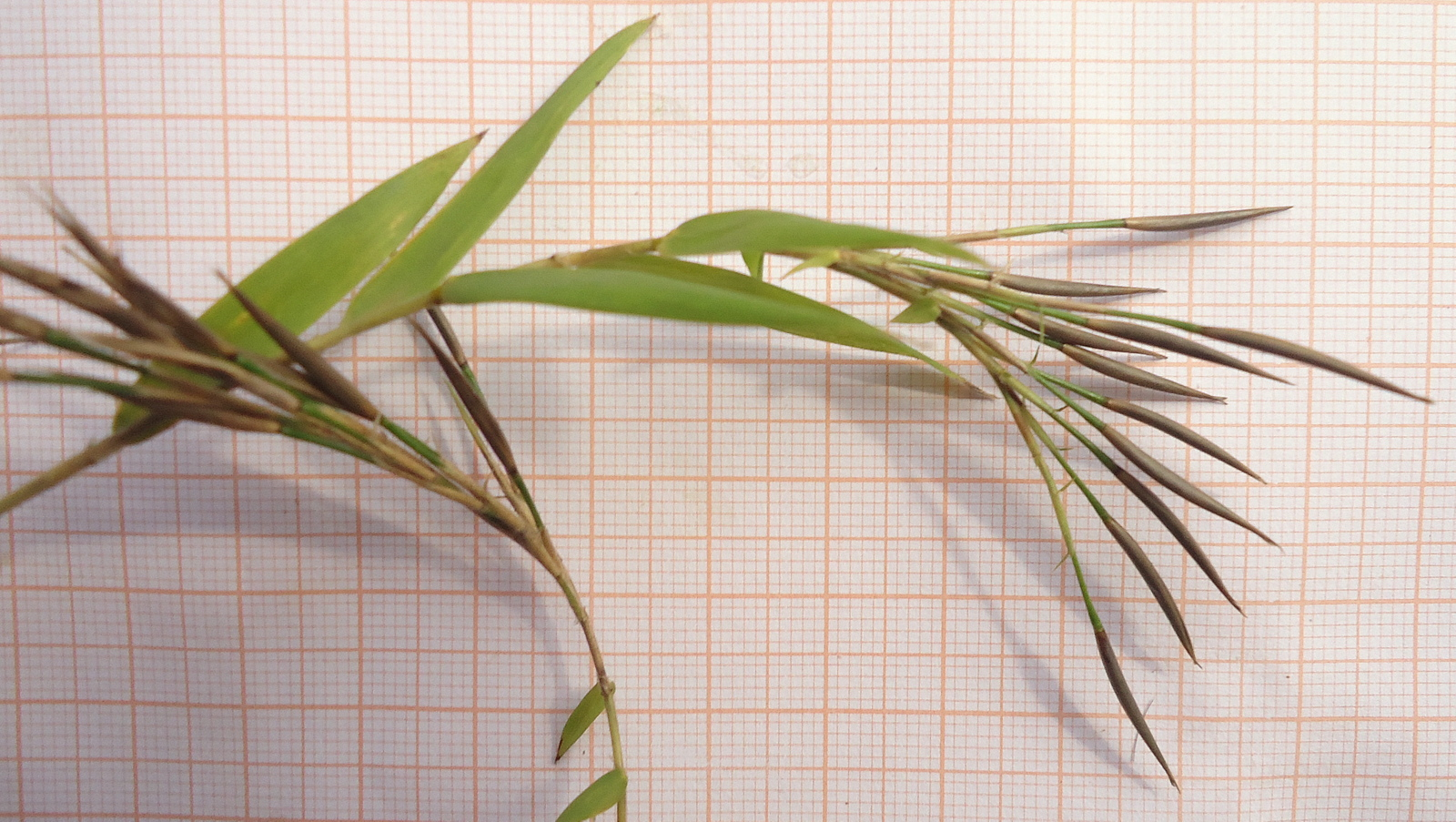
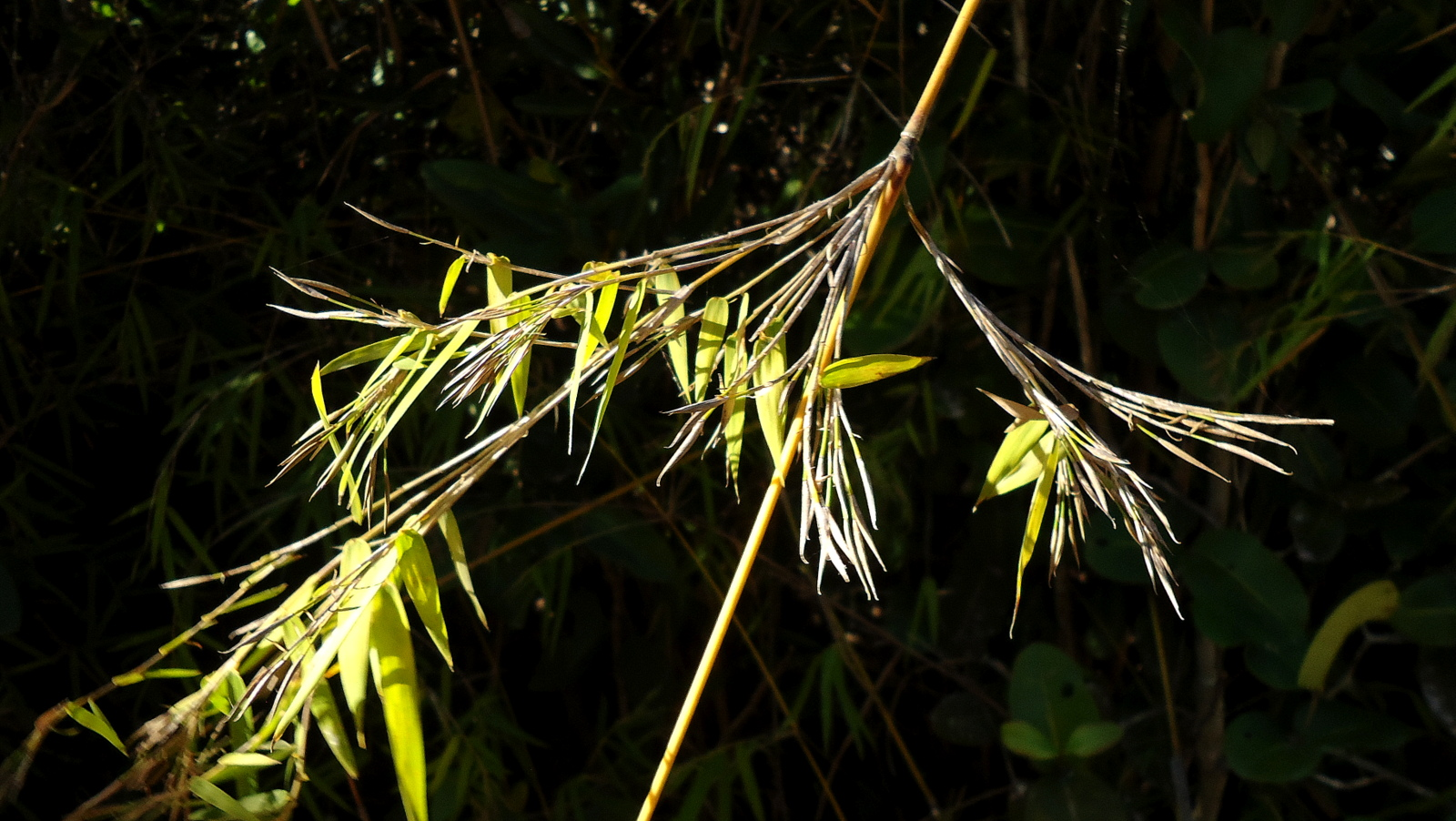
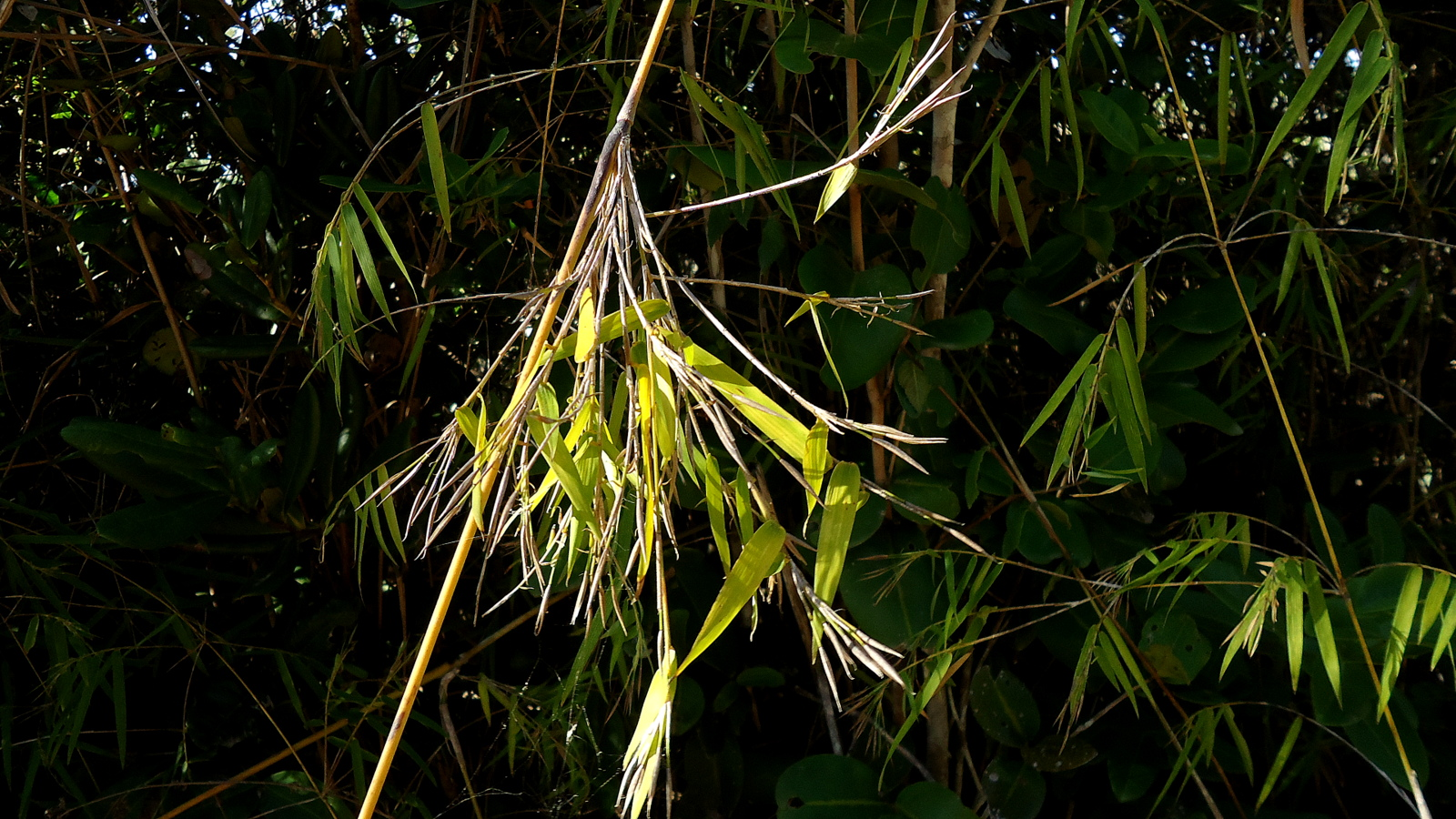